# Benedikt XIII. (Gegenpapst)

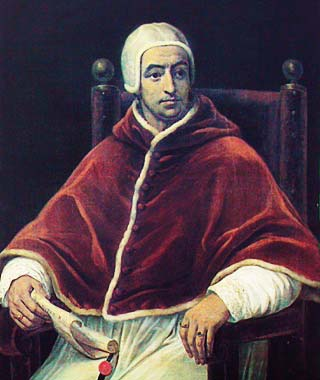
Porträt von Benedikt (XIII.) im Avignoner Papstpalast.

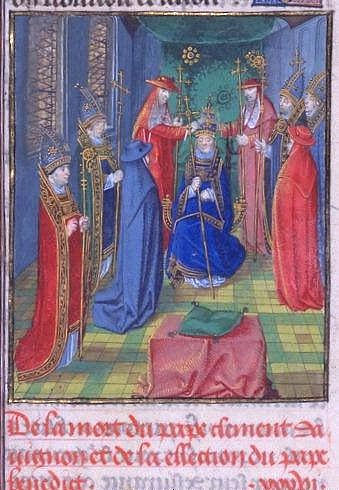
Die Krönung von Benedikt XIII.

Benedikt XIII. (* entweder 1328 oder 1342/43 in Illueca, Aragon; † 1422 oder 1423 in Peñíscola), eigentlich Pedro Martínez de Luna y Gotor oder Pedro de Luna, auch Papa Luna genannt, war während des Abendländischen Schismas Gegenpapst (Papst avignonesischer Obödienz) von 1394 bis 1418 bzw. 1423. Die letzten Jahre seiner Amtszeit verbrachte er in Peñíscola im Königreich Valencia, das zur Krone von Aragonien gehörte.

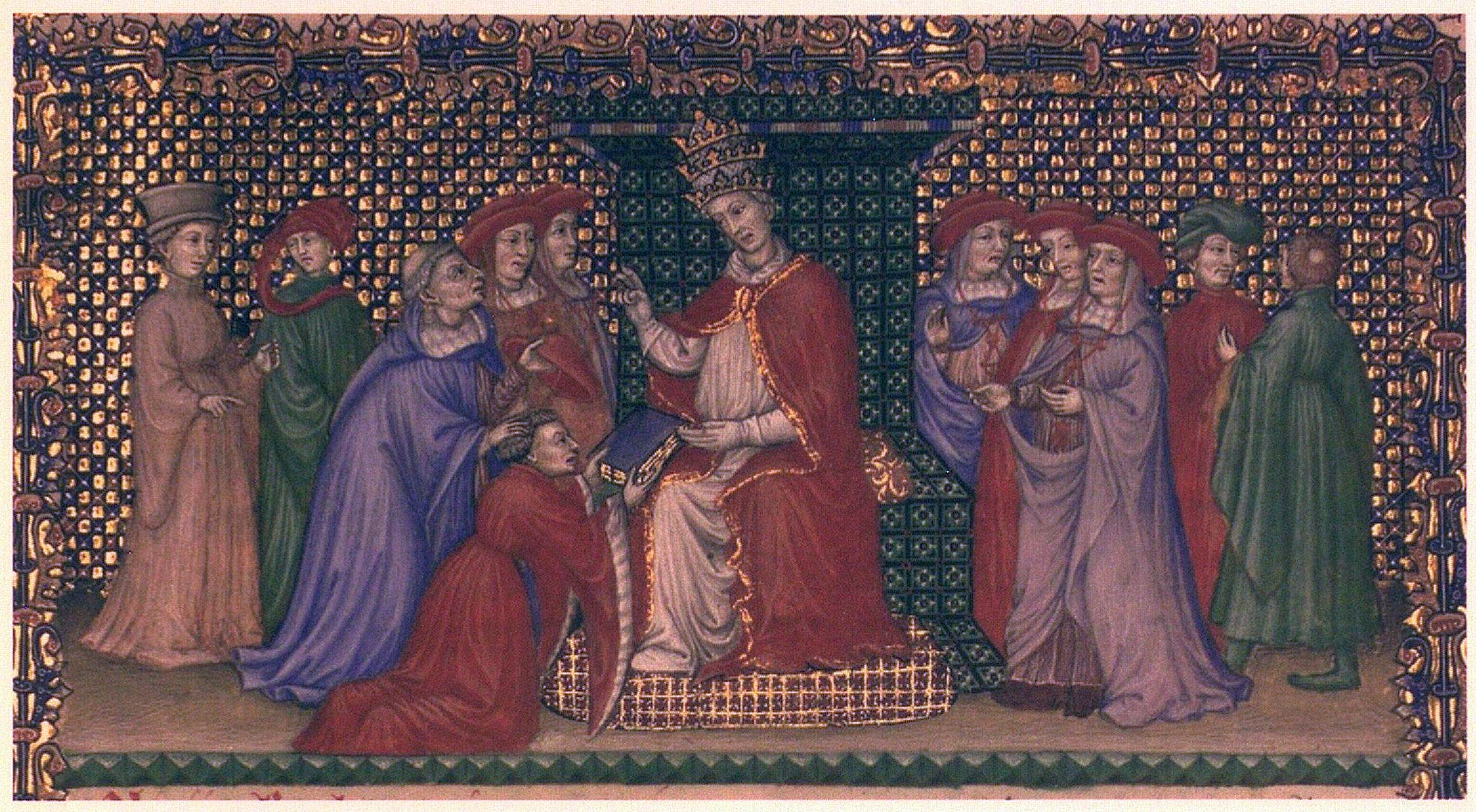
Die für Benedikt XIII. angefertigte Handschrift der Plinius-Briefe wird ihm überreicht. Città del Vaticano, Biblioteca Apostolica Vaticana, Vat. lat. 1777, fol. 1r (spätes 14. Jahrhundert).

## Leben
Pedro de Luna war ein Neffe des Kardinals Gil de Albornoz. Er war Professor des Kirchenrechts in Montpellier und wurde am 20. Dezember 1375 durch Gregor XI. zum Kardinaldiakon von Santa Maria in Cosmedin erhoben. 1376 begleitete er Gregor XI. nach Rom und beteiligte sich nach dessen Tod an der umstrittenen Papstwahl von Urban VI. (8. April 1378). Er hielt zunächst vergleichsweise lange zu Urban VI., wechselte dann aber im Sommer zu den abgefallenen Kardinälen und nahm, nachdem er von der Ungültigkeit der Wahl überzeugt war, am 20. September 1378 an der Wahl Clemens’ VII. teil. Papst Urban ließ sich nicht zum Rücktritt bewegen, weil auch er von der Rechtmäßigkeit seiner Wahl überzeugt war. Damit war aber das Schisma vollzogen. Clemens VII. konnte Rom und den Vatikan nicht erobern und floh 1379, nachdem er aus der Engelsburg vertrieben worden war, nach Avignon. Als Legat Clemens’ VII. sorgte Luna vor allem dafür, dass sich jener in Spanien durchsetzte, und gewann alle vier hispanischen Königreiche (Kastilien, Portugal (bis 1385), Aragón und Navarra) für die avignonesische Obedienz.
Nach Clemens’ Tod am 16. September 1394 wurde Pedro de Luna am 28. September 1394 auf dem Konklave von Avignon ohne Gegenstimme zu dessen Nachfolger gewählt und nannte sich Benedikt XIII. Die Universität Paris bemühte sich seit dem Tod von Clemens VII. vergeblich um die Beseitigung des Schismas. Deshalb erkannte sie Benedikt als neuen Papst nicht an. Der „Papa Luna“, wie Benedikt oft genannt wird, der bis zu seinem Tod im Amt blieb und auch noch einen Nachfolger erhielt, wurde der längstregierende und einer der bedeutendsten Gegenpäpste der Kirchengeschichte.
Trotz aller Gegensätze herrschte zwischen Papst Benedikt und Bonifatius IX., dem Nachfolger von Papst Urban, in dem Punkte Einigkeit, erneut zu einem Kreuzzug aufzurufen. Der osmanische Sultan Bayezid I. hatte mit der Eroberung Bulgariens die ungarische Grenze erreicht. Das letzte und größte Kreuzzugheer unter der Führung König Sigismunds von Ungarn, des späteren deutschen Kaisers, wurde ausgesandt, den Sultan zu besiegen und dann bis nach Jerusalem vorzudringen. Doch es wurde bereits 1396 in der Schlacht von Nikopolis vernichtend geschlagen.
1380 starb der französische König Karl V. Sein Sohn und Nachfolger Karl VI. verließ die politische Linie seines Vaters und wandte sich allmählich von Papst Benedikt ab. Er forderte den deutschen König Wenzel sogar auf, bei der Überwindung des Schismas zu helfen. Dabei erinnerte der französische König den deutschen auch an Kaiser Heinrich III., der seinerzeit das Papsttum gerettet hatte. Ein französisches Nationalkonzil forderte zum ersten Mal den Rücktritt beider Päpste (via cessionis). Benedikt XIII. hatte vor seiner Wahl einen solchen Schritt versprochen, falls es die Einheit des Christentums erfordern würde. Nun argumentierte der Papst, durch einen solchen Schritt sei die Kircheneinheit noch nicht wiederhergestellt, zunächst müssten weiterführende Regelungen getroffen werden. Deshalb wurde Papst Benedikt in seinem Palast in Avignon sieben Monate lang von französischen Truppen belagert. Bei ihm blieben nur noch fünf Kardinäle. Erst als Benedikts Landesherr, Martin I. von Aragón, gegen die Belagerung intervenierte, wurde sie beendet. Doch der Papst blieb unter der Aufsicht des Herzogs Ludwig von Orléans in Ehrenhaft. Fünf Jahre später, am 12. März 1403, gelang Benedikt die Flucht. Außer Frankreich fielen inzwischen noch Sizilien, Kastilien, Navarra und die Provence von Benedikt ab. Nach seiner Flucht zog er jahrelang durch Frankreich. Zu einem Treffen mit den Päpsten Bonifatius IX. (1389–1404), Innozenz VII. (1404–1406) oder Gregor XII. (1406–1415) in Rom kam es nie. Benedikt war Papst Innozenz VII. geistig weit überlegen, und man scheute wohl das Risiko, das in einer Begegnung dieser ungleichen Persönlichkeiten lag. Papst Gregor XII. wollte sich anfangs mit Benedikt in Savona treffen, doch auch der altersschwache Gregor wäre Benedikt kaum gewachsen gewesen. Am Ende hinderten die Nepoten des Papstes in Rom ihn, an einem Treffen teilzunehmen. Es kann nur Gegenstand von Spekulationen sein, wie so ein Treffen hätte ausgehen können. Doch scheint Papst Benedikt glaubwürdiger als sein Widerpart gewesen zu sein. Auch waren weder König Sigismund von Ungarn noch Ladislaus von Neapel, Sohn des ermordeten Karl III., von Neapel – Papst Bonifatius IX. hatte die irre „Politik“ seines Vorgängers Urban VI. beendet und sich mit Ladislaus ausgesöhnt – für dieses Treffen. Beide fürchteten nämlich das Wiedererstarken des französischen Einflusses auf das Papsttum.
Am 25. März 1409 trafen sich sieben Kardinäle von Papst Gregor und siebzehn von Papst Benedikt in Pisa zu einem Konzil, setzten die Päpste von Rom und von Avignon ab und wählten den Erzbischof von Mailand, Petros Philargis de Candia, zum Papst. Dieser nannte sich Alexander V. Da sich aber die anderen Päpste weigerten zurückzutreten, hatte die Christenheit nun drei Päpste. Nachfolger Papst Alexanders wurde 1410 Baldassare Cossa als Johannes XXIII.
1410 wurde der ungarische König Sigismund auch römisch-deutscher König. Er wollte das Schisma nun ein für alle Mal beenden und versprach sich davon auch die Kaiserkrone. Sigismund traf sich mit Papst Johannes in Lodi und überzeugte ihn von der Einberufung eines Konzils in Konstanz. Als einziger der drei die Macht beanspruchenden Päpste nahm Johannes an diesem Konzil selbst teil. Er floh am 20. März 1415 aus Konstanz und wurde am 29. Mai 1415 vom Konzil für abgesetzt erklärt. Nach seiner Gefangennahme verblieb er mehrere Jahre lang in Kerkerhaft. Papst Gregor XII. dankte am 4. Juli 1415 ab.
In der Disputation von Tortosa 1413/14 brachte der Leibarzt Benedikts Josua ben Josef Lorki Christen und Juden ins Gespräch mit dem Ergebnis einer judenfeindliche Bulle Etsi doctoris gentium vom Mai 1415, die die Nutzung des Talmud verbot.
Benedikt widersetzte sich seiner Absetzung durch das Konzil. Stattdessen zog er sich auf die Burgfestung Peñíscola, am Nordende des Golfes von Valencia gelegen, zurück. In Perpignan versuchte König Sigismund vergeblich, Benedikt zur Abdankung zu bewegen. Dieser betrachtete sich als einziger legitimer Papst, da er noch vor dem Schisma von Papst Gregor XI. zum Kardinal ernannt worden war. Die anderen Kardinäle aus dieser Zeit seien bereits tot und die während des Schismas ernannten alle unrechtmäßig. Schließlich setzte das Konzil Benedikt am 26. Juli 1417 ab. Am 11. November 1417 wählte es Oddo di Colonna als Martin V. zum einzig rechtmäßigen Papst. Damit war das Abendländische Schisma formal beendet. Allerdings herrschte Benedikt auf der Iberischen Halbinsel weiter und bezeichnete seine Burgfestung im Königreich Aragonien als „Arche Noah der wahren Kirche“. Seine politische Bedeutung hatte seit der Wahl Martins stark abgenommen, allerdings stellte sich sein Beschützer Alfons V. von Aragón noch in seinem Todesjahr auf die Seite des Gegenpapstes und befürwortete die Wahl eines Nachfolgers, statt sich Martin anzuschließen.

## Nachspiel
Vor seinem Tod ernannte Benedikt XIII. noch vier Kardinäle, die seinen Nachfolger wählen sollten. Doch es kam unter ihnen zu einem Zerwürfnis: Drei von ihnen wählten Gil Sánchez Muñoz (Clemens VIII. (1423–1429)). Der vierte, Jean Carrier, saß als Legat des Papstes Benedikt in Südfrankreich fest, während seine drei Amtsbrüder bereits den neuen Papst wählten. Nach seiner Rückkehr erklärte sich Carrier mit dieser Wahl nicht einverstanden und erhob 1425 in einem Ein-Mann-Konklave seinen früheren Mitarbeiter Bernard Garnier, einen Domkustos in Rodez, als „Benedikt XIV.“ zum geheimen Gegenpapst des Gegenpapstes. Die Existenz dieses „wahren Papstes“ offenbarte er erst 1429 in einer Denkschrift an den Grafen Johann IV. von Armagnac.
Als letzter Ausläufer des Abendländischen Schismas wurde Clemens VIII. noch bis 1429 durch die Krone von Aragonien als legitimer Papst anerkannt. Nach einer Einigung zwischen Rom und Aragonien verzichtete Clemens VIII. zugunsten der Anerkennung von Papst Martin V. auf das Amt. Er wurde dafür von diesem Papst zum Bischof von Mallorca ernannt. „Benedikt XIV.“ blieb bedeutungslos und wirkte in den 1430er Jahren im Untergrund in der Grafschaft Armagnac, bevor er 1437 in seine Stellung als Kleriker in Rodez zurückkehrte und nach 1450 starb.